# Nephthea berdfordi
Nephthea berdfordi är en korallart som beskrevs av Shann 1912. Nephthea berdfordi ingår i släktet Nephthea och familjen Nephtheidae. Inga underarter finns listade i Catalogue of Life.